# کوه باستیون (کانادا)
کوه باستیون (به انگلیسی: Bastion Peak) یک کوه در کانادا است که در بریتیش کلمبیا واقع شده‌است. کوه باستیون ۲٬۹۹۴ متر بالاتر از سطح دریا واقع شده‌است.